# Vitreobalcis
Genre
Vitreobalcis est un genre de mollusques gastéropodes de la famille Eulimidae. Les espèces rangées dans ce genre sont marines et parasitent des échinodermes ; l'espèce type est Vitreobalcis holdsworthi.

## Distribution
Les espèces sont présentes sur le littoral australien.

## Biologie
V. holdsworthi est un parasite de Mespilia globulus, aussi appelé oursin-smoking ; V. laevis parasite l'holothurie Synaptula lamperti.

## Liste d'espèces
Selon World Register of Marine Species (28 août 2017) :
- Vitreobalcis holdsworthi (H. Adams, 1874)
- Vitreobalcis laevis Warén, 1980
- Vitreobalcis nutans (Megerle von Mühlfeld, 1824)
- Vitreobalcis temnopleuricola Fujioka & Habe, 1983